# HELI-X
『HELI-X』（ヘリックス）は、日本のオリジナル舞台作品のシリーズ。2020年に始動した脚本：毛利亘宏、脚色・演出：西森英行による新プロジェクト。

## あらすじ
時代背景は遠くない未来に起きた第三次世界大戦が終戦して少し経った頃の物語。その戦争の結果、極東にある島国の「大和」は超大国「ユナイト」の占領下におかれることとなった。そしてさまざまな権利が制限される中、数少ない権利の中に当時ユナイトによって開発された性別を自由に選択することができる「TRANS」を受ける権利があった。しかし、「TRANS」を受けた者の中にはエラーともいえる特殊能力を持つ者が現れるようになった。そして、人々はその特殊能力を持つ者たちを「HELI-X」と呼ぶようになった。
HELI-Xによる犯罪が多く発生するようになり、そのことが社会問題となっていた。そのため、これに対抗するために大和自治軍の中に「螺旋機関」というHELI-X犯罪を専門に取り扱う機関が設立された。
本作の主人公である、大和自治軍から螺旋機関に転属を命じられたアガタ、マフィア組織・ブラックブラッドの暗殺者であるゼロの２人が出会うことで物語が動き始める。

## 沿革
2020年
- 7月3日：公式ツイッターにて、新たなプロジェクトが始動することが発表され、第1弾舞台に出演するキャスト、スタッフなどの情報が発表された。
- 12月3日 - 13日：第1弾舞台『HELI-X』が上演される。大千秋楽にて、イベント「HELI-X Talk Meeting 2021」の開催が発表される。

2021年
- 7月4日：イベント「HELI-X Talk Meeting 2021」が開催される。そしてこのイベントにて第2弾舞台『HELI-X Ⅱ～アンモナイト・シンドローム～』の上演、新キャストなどの情報が発表される。
- 10月7日～17日 - 第2弾舞台『HELI-X Ⅱ～アンモナイト・シンドローム～』が上演される。
- 12月22日：公式ツイッターにて、第3弾舞台『HELI-X Ⅲ』の上演と新キャストと公演時期、また、イベント「HELI-X Talk Meeting 2022」の開催が発表される。

2022年
- 3月5日：イベント「HELI-X Talk Meeting 2022」が開催される。そしてこのイベントにて第3弾舞台『HELI-X Ⅲ～レディ・スピランセス～』の公演詳細が発表される。また、同日のイベント終了後に『HELI-X』シリーズの総合サイトがオープンする。
- 6月3日 - 19日：第3弾舞台『HELI-X Ⅲ～レディ・スピランセス～』が上演される。大千秋楽にて、2023年に次回作が上演されることが発表される。
- 11月26日：オンラインイベント「HELI-X Talk Meeting 2022-ONLINE-」が開催される。そして、このイベントにて第4弾舞台『HELI-X〜スパイラル･ラビリンス〜』のタイトルと日程、会場が発表される。

2023年
- 3月24日：第4弾舞台のキャストが発表される。
- 5月18日 - 29日：ラフォーレ原宿「MAKE THE STAGE」にて展示会『HELI-X VISUAL ART EXIBITION』が開催される。
- 6月2日 - 11日：第4弾舞台『HELI-X ～スパイラル・ラビリンス～』が上演される。

## 登場人物
その登場人物が主人公である作品は太字。
また、初登場時の所属や説明であるため、物語が進むにつれて所属などが変わっている場合あり。
ゼロ
演 - 玉城裕規
登場作品 : 『HELI-X』、『HELI-X Ⅱ』、『HELI-X Ⅲ』
マフィア組織・ブラックブラッドの暗殺者。ある事件で愛する恋人を亡くしたショックで、女である必要を見失いTRANSを受け男性になった。
能力は"Time" 過去や未来に行ったり見たりすることができる。武器はカイの大剣。
アガタタカヨシ
演 - 菊池修司
登場作品 : 『HELI-X』、『HELI-X Ⅱ』、『HELI-X Ⅲ』、『スパイラル･ラビリンス』
大和自治軍情報部の軍人。国民を守るために軍人になったが、軍部のユナイトからの大和の独立へ向けた動きに疑問を抱くようになり、除隊を決意する。しかし、軍上層部はそれを許さず螺旋機関に出向を命じる。TRANSは受けていない。武器は螺旋機関の銃。
クライ
演 - 宇野結也
登場作品 : 『HELI-X』、『HELI-X Ⅱ』、『HELI-X Ⅲ』、『スパイラル･ラビリンス』
かつてはマフィア組織・ブラックブラッドに所属していたが、第1段の作中では組織から抜け単独で行動している。人工的にHELI-Xを作る実験の被検体となったことにより、世界で初めて生まれたHELI-Xとなる。しかしTRANS手術は中途半端に終わったため、男性でも女性でもない性を失った両性具有となる。
能力は"Memory" 記憶の上書き。武器は日本刀。
カンザキ
演 - 久世星佳
登場作品 : 『HELI-X』、『HELI-X Ⅱ』、『HELI-X Ⅲ』
螺旋機関の司令官であり大佐である。元男性。戦時中は敵国に恐れられるほどの軍のスパイであったが、任務のためにTRANSを受け、その結果HELI-Xとなる。そのため、戦後は軍部から存在を危険視され諜報部から外されるが、螺旋機関が組織されることになった際に自ら螺旋機関を指導する立場になることを希望し、司令官となった。軍部上層部とは犬猿の仲である。。
能力は"Painting"未来を予知するイメージを見せる。
シデン
演 - 後藤大
登場作品 : 『HELI-X』、『HELI-X Ⅱ』、『HELI-X Ⅲ』
幼少期から性同一性障害であり、男になりたいと思っていたが、厳格な父から女性として生きるころを強要されていた。しかしその後TRANSが世の中に多く広まった頃にTRANSを受け男性となる。そしてその後父親を殺し犯罪者として裁かれるが、螺旋機関に拾われる。過去のことから対人恐怖症であり、内気な性格であるが、第1弾の最初の段階ではワカクサにのみ心を開いている。。
能力は"Psychometry"物質の記憶を読みとる。武器は螺旋機関の銃。
シュンスイ
演 - 松田昇大
登場作品 : 『HELI-X』、『HELI-X Ⅱ』、『HELI-X Ⅲ』
明るく人当たりのいい性格で、かつては凄腕の料理人であった。女性というだけで出世が難しいとされる世界であったため、TRANSを受け男性となる。その際、図らずも能力が備わりHELI-Xとなる。紆余曲折を経て犯罪者専門の料理人をつとめることになるがその中で、軍から追われる立場となり、その後螺旋機関に拾われる。。
能力は"Senses"感覚が研ぎ澄まされる。武器はナイフ。

リュウジン
演 - 輝馬
登場作品 : 『HELI-X』、『HELI-X Ⅲ』
元女性。家庭を持つ二児の母であったが、ある事をきっかけにTRANSを受け男性となる。その際に得た確率変動の能力"Probability"によって詐欺を行っていた。その後様々な犯罪に手を染めるようになった頃、螺旋機関にスカウトされる。ことある毎に賭けをしようとするギャンブラーである。
能力は"Probability"確率を自在に操ることができる。
ワカクサ
演 - 立道梨緒奈
登場作品 : 『HELI-X』、『HELI-X Ⅱ』、『HELI-X Ⅲ』
元男性。自ら望んでTRANSを受け女性になり家庭を持つが、夫と1人息子をある事件によって殺される。のちに螺旋機関にスカウトされ所属する。
能力は"Nightmare"能力をかける対象に悪夢を見せる。武器は螺旋機関の銃×2。
アンガー
演 - 塩田康平
登場作品 : 『HELI-X』、『HELI-X Ⅱ』
マフィア組織・ブラックブラッドの構成員。相手に対して巧みに駆け引きなどを行うような策略家。共に行動するサッドネスに対しては複雑で特別な感情を抱いており、常にサッドネスを守る、という強い信念を抱いている。。
能力は"Game"戦闘に自分に都合のいいルールを持ち込める。武器は杖。
サッドネス
演 - 星元裕月
登場作品 : 『HELI-X』、『HELI-X Ⅱ』、『HELI-X Ⅲ』、『スパイラル･ラビリンス』
マフィア組織・ブラックブラッドの構成員。何者かによって強制的にTRANSを受けさせられ男性にさせられるが、望まない体にさせられたことへの強い怒りと憎しみを抱いていて、彼女の行動はこの感情に基づいている。TRANSの際にHELI-Xの能力を手に入れ、第1弾の作中で起こる事件にも深くかかわっている。
能力は"Change"他人と入れ替わることができる。武器は鞭。
レスター
演 - 服部武雄
登場作品 : 『HELI-X』、『HELI-X Ⅲ』
マフィア組織・ブラックブラッドのトップであるブラッドの娘であったが、TRANSを受け男性となる。兄をある事件によって失ったこともあり、父に強い忠誠心を持っている。
能力は"Color"相手の感情や状態を色として見ることができる。
ケンジョウテンマ
演 - 笠原紳司
登場作品 : 『HELI-X』
大和自治軍に所属するアガタの上司。アガタが除隊を希望した際に、最後の任務として螺旋機関へスパイとして潜り込むことを命令する。すべては国のために行動しており、国の為ならばどれほど悪にまみれようと構わないと考え、国民を危険に晒すHELI-Xやユナイトに付き従う螺旋機関は国にとって悪と断じる厳格な軍人。TRANSの有無について言及はされていない。
ヤサカカズチカ
演 - 北村海
登場作品 : 『HELI-X』
自治軍情報部の軍人で、アガタが自治軍にいた頃は直属の上官であった。ケンジョウの愛国心に賛同する優秀な部下である。ケンジョウ同様、TRANSを嫌っている。TRANSの有無について言及はされていない。
ブラッド
演 - 西岡德馬
登場作品 : 『HELI-X』
マフィア組織・ブラックブラッドのトップである。TRANSの有無について言及はされていない。
Dr.皇光生
演 - 田辺幸太郎
登場作品 : 『HELI-X Ⅱ』、『HELI-X Ⅲ』、『スパイラル･ラビリンス』
HELI-Xの生態や能力についての研究を行う博士。CHUのオシリスに協力をしている。本人自身はTRANSを受けていない。
イモータル
演 - 杉江大志
登場作品 : 『HELI-X Ⅱ』、『HELI-X Ⅲ』、『スパイラル･ラビリンス』
第2弾の作中で取り扱う事件の犯行を行っている犯罪組織アンモナイトシンドロームのリーダーとされる男。能力によって不老不死を手に入れているため見た目は若く見えるが、実年齢は70歳を超えている。
能力は"Immortal"不老不死。
オシリス
演 - 平野良
登場作品 : 『HELI-X Ⅱ』、『HELI-X Ⅲ』、『スパイラル･ラビリンス』
螺旋機関と協力関係にあるユナイトの対HELI-Xのための機関であるCounter HELI-X Unit、通称CHUの捜査官。第2弾でのとある事件の捜査の協力を乞うために螺旋機関を訪れる。
セーレ
演 - 彩凪翔
登場作品 : 『HELI-X Ⅲ』、『スパイラル･ラビリンス』
フルカス
演 - 天真みちる
登場作品 : 『HELI-X Ⅲ』、『スパイラル･ラビリンス』
共に国際平和連盟のトップである。2人は螺旋機関の指揮権を国際平和連盟が持つことになったとして螺旋機関を訪れる。しかしどちらも驚くべき速さでトップに上り詰めたエリート軍人ということだったが、彼女らについて調査を進めると、その経歴は高度なハッキングにより書き換えられた偽りであるということが判明する。
イシス
演 - 長谷川愛
登場作品 :『スパイラル･ラビリンス』
ある地区の自警団に所属していたが、とある出来事がきっかけで、ある人を探しており、セーレらからその手助けを受けることとなった。
ドウモト
演 - 相澤莉多
登場作品 : 『スパイラル･ラビリンス』
タカクラ
演 - 赤羽流河
登場作品 : 『スパイラル･ラビリンス』
『スパイラル･ラビリンス』で、アガタが率いることとなったHELI-X専従捜査班の捜査員。この部署は、同じくHELI-X犯罪を扱っていた螺旋機関と違い、全員"人間"で構成されている。

## 作品一覧

### 舞台
サブタイトルには"螺旋"に関わる言葉が含まれている。
HELI-X
2020年12月3日 - 9日、紀伊國屋サザンシアター TAKASHIMAYA
2020年12月12日・13日、大阪メルパルクホール
全17公演
HELI-X Ⅱ～アンモナイト・シンドローム〜
2021年10月7日 - 17日、紀伊國屋サザンシアター TAKASHIMAYA
全15公演
HELI-X Ⅲ～レディ・スピランセス～
2022年6月3日 - 12日、サンシャイン劇場
2022年6月18日・19日、大阪メルパルクホール
全17公演
HELI-X〜スパイラル･ラビリンス〜
2023年6月2日 - 11日、サンシャイン劇場
2023年6月17日・18日、COOL JAPAN PARK OSAKA WWホール 中止
全1613公演

### イベント
HELI-X Talk Meeting 2021
2021年7月4日、日本教育会館 一ツ橋ホール
HELI-X Talk Meeting 2022
2022年3月5日、日本教育会館 一ツ橋ホール

### オンラインイベント
HELI-X Talk Meeting 2022-ONLINE-
2022年11月26日

## 用語
TRANS
遺伝子工学の進歩によって可能になった、外科手術なしに遺伝子を書き換えることによって性別を転換するという技術。
HELI-X
TRANSを受けた者の中から突然変異によって極まれに生まれた特殊能力を持った者のこと。発現する能力は過去のトラウマに由来するとされている。
螺旋機関
大和自治軍にあるHELI-X犯罪を専門に取り扱う機関。しかし、大和にありながらユナイトの指揮権の方が強いため、「ユナイトの狗（いぬ）」と揶揄され、大和自治軍の一部からは目の敵にされている。構成員のほとんどが犯罪歴のあるHELI-Xで構成されている。
ブラックブラッド
大和の裏社会を牛耳っているマフィア組織。
Counter HELI-X Unit（CHU）
ユナイトにある螺旋機関と同じようにHELI-X犯罪を専門に取り扱う機関。
アンモナイトシンドローム
構成員がHELI-Xで構成された犯罪組織。HELI-Xによって人間を支配する世界を目指している。構成員は全員腕にアンモナイトのタトゥーをしているという特徴がある。

## スタッフ
- 脚本 - 毛利亘宏（少年社中）
- 脚色・演出 - 西森英行（Innocent Sphere）
- 音楽 - 大内慶
- 殺陣 - 六本木康弘
- 美術 - 松本わかこ
- 照明 - 大波多秀起
- 音響 - 門田圭介
- 映像 - ワタナベカズキ
- 衣装 - 鈴木真育
- ヘアメイク - 工藤聡美
- 演出助手 - きまたまき
- 舞台監督 - 西川也寸志
- 小道具 - 羽鳥健一
- 宣伝美術・写真 - 古田亘（ゴーグル）
- 制作 - 池田千穂、内海朱音
- アシスタントプロデューサー - 大澤美久（東映ビデオ）
- 共同プロデューサー - 安藤岳（東映ビデオ）
- プロデューサー - 佐々木淳子
- 協力 - オデッセー
- 企画制作 - High-position
- 主催 - High-position / 東映ビデオ